# 学校法人下関学院
学校法人下関学院（がっこうほうじんしものせきがくいん）は、1938年に創立された、山口県下関市小月茶屋にある学校法人である。主に立修館高等専修学校や下関文化専門学校、下関福祉専門学校を運営する。現在、関谷和洋裁女学院の創設者関谷フミの孫の関谷豊が理事長となり、厚生労働大臣指定の介護福祉士養成施設の下関福祉専門学校(介護福祉学科)、総合専門学校の下関文化産業専門学校(ビジネスライセンス学科・ファッションデザイン学科ファッションきもの各専攻)、文部科学大臣指定大学入学資格付与校の立修館高等専修学校(経理情報科・福祉科・ファッションきもの各専攻科)の運営を行っている。グループ施設に高齢者が学びで元気になるデイサービス「おとなの学校下関小月校」がある。

## 沿革
- 1938年(昭和13年)　関谷和洋裁女学院として創立（創設者・関谷フミ）。
- 1949年(昭和24年)　関谷洋裁女学院として認可。
- 1962年(昭和37年)　創立者の関谷フミは全国服装専門校で初めて文部大臣教育功労者として表彰される。
- 1964年(昭和39年)　学校法人下関女学院に組織昇格。
- 1976年(昭和51年)　下関文化服装専門学校(専修学校)に昇格認可
- 1985年(昭和60年)　関谷慶子学校長が文部大臣教育功労者として表彰。
- 1986年(昭和61年)　下関文化服装専門学校高等課程に文部省から大学入学資格が付与指定される
- 1989年(平成元年)　学校法人下関女学院から学校法人下関学院に名称変更
- 1991年(平成3年)　関谷尚徳理事長が文部大臣教育功労者として表彰
- 1992年(平成4年)　下関文化服装専門学校高等課程を、立修館高等専修学校として分離。
- 1994年(平成6年)　下関文化服装専門学校を下関文化産業専門学校に名称を変更。
- 1997年(平成9年)　厚生労働大臣指定の下関福祉専門学校を開校。
- 2004年(平成16年)　関谷慶子理事長が瑞宝単光章受賞。
- 2012年(平成24年)　関谷豊が理事長に就任。
- 2014年(平成26年)　
  - 下関福祉専門学校が文部科学大臣より「職業実践専門課程」に認定。
  - デイサービス「おとなの学校下関小月校」をグループ校として開校。
- 2015年(平成27年)　関谷豊理事長が文部科学大臣教育功労者として表彰(四代にわたって大臣表彰を受賞している)